# Schnurkeramische Kultur

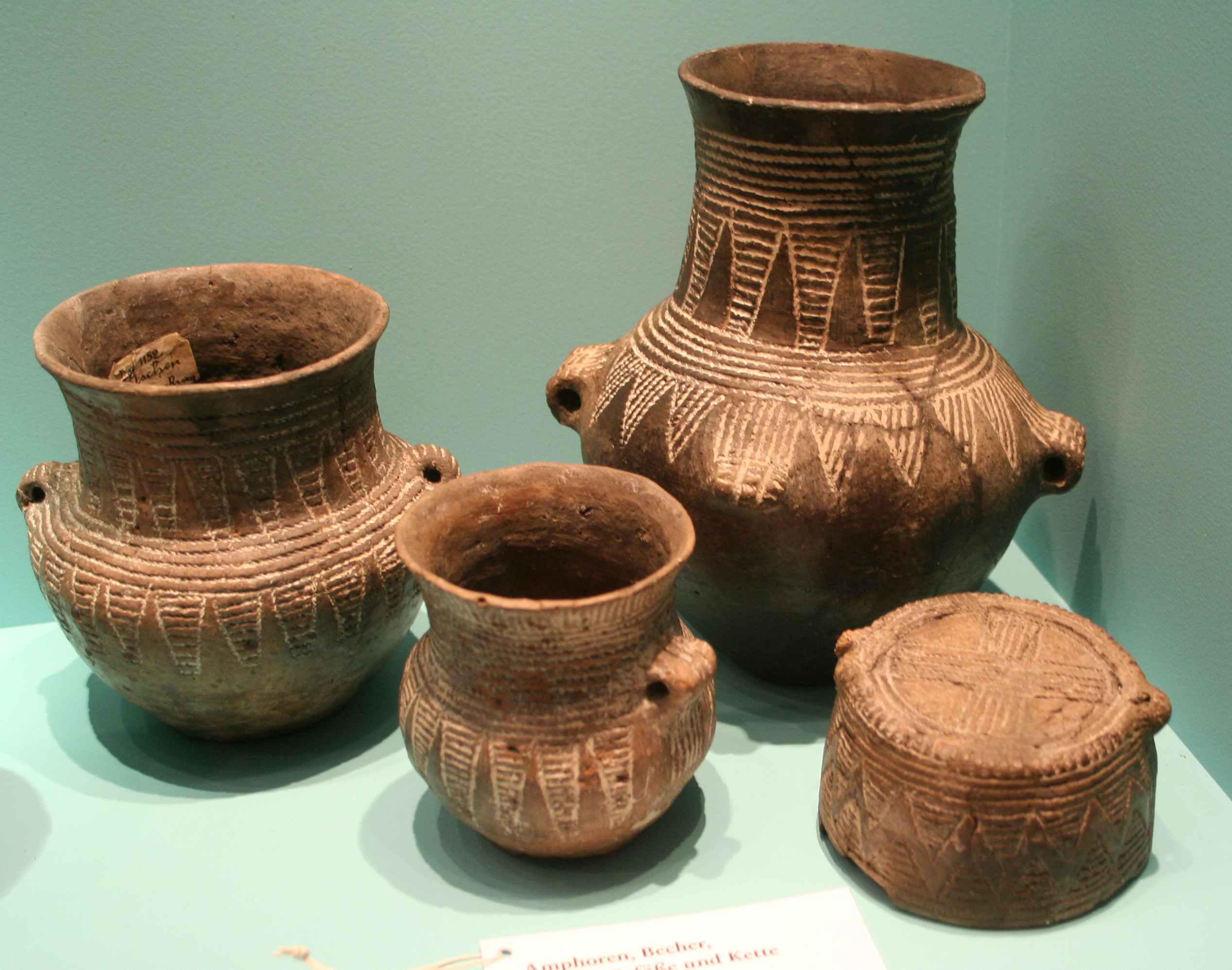
Typische Schnurkeramik, die der Kultur den Namen gab, aus einem Grab in Kötzschen, Sachsen-Anhalt. Sie entsteht durch das geometrische Eindrücken von Schnüren in den halb gehärteten Ton. Museum für Vor- und Frühgeschichte Berlin.

Ungefähre Verbreitung der Schnurkeramik; nach Osten die Jamnaja-Kultur und Kugelamphoren-Kultur, nach Süden die Badener Kultur

Als schnurkeramische Kultur (seltener Schnurbandkeramik, fachsprachlich kurz Schnurkeramik oder SK; besser Kultur mit Schnurkeramik, veraltet  auch Streitaxt-Kultur, engl. Corded Ware culture) bezeichnet man zusammenfassend einen Kulturkreis der Kupfersteinzeit am Übergang vom Neolithikum zur Bronzezeit. Die Schnurkeramik ist nach der charakteristischen Gefäßverzierung benannt, bei der mit einer Schnur umlaufende Rillenmuster in den Ton eingedrückt wurden. Weitere Merkmale sind die Bestattungssitten und die Streitäxte. Datierungen für Mitteleuropa reichen von ca. 3000 bis 2200 v. Chr. Kulturen mit Schnurkeramik waren sehr weit verbreitet, von den Niederlanden im Westen, über Böhmen und Mähren, Teilen Polens und die baltischen Staaten bis ins westliche Russland (Fatjanowo-Kultur) im Osten, von Südschweden im Norden bis zur Schweiz und Österreich im Süden. Im nordmitteleuropäischen Flachland und Jütland wird sie forschungsgeschichtlich bedingt auch Einzelgrabkultur genannt, in Südschweden und bedingt auch in Finnland wird der Terminus Bootaxtkultur verwendet.

## Forschungsgeschichte
Die Schnurkeramik (SK) wurde von Friedrich Klopfleisch als eigenständige Gruppe gegenüber der älteren Bandkeramik aufgestellt (1883/84) und nach der typischen Verzierung benannt. Alfred Götze definierte bereits 1891 eine ältere und eine jüngere Stufe. Götze rechnete allerdings auch noch die Rössener Keramik zur Schnurkeramik, die er an das Ende dieser Kultur setzte. In Böhmen hielt Píč (1899) die SK für gleichzeitig mit der Bandkeramik. Insgesamt hielt er die SK für älter als die Bandkeramik. Damit stand er im Gegensatz zu Otto Tischler in Königsberg, der die SK bereits 1883 an das Ende des Neolithikums gesetzt hatte. 1898 konnte Karl Schumacher anhand der Stratigraphie süddeutscher Pfahlbausiedlungen zeigen, dass die Schnurkeramik an das Ende des Neolithikums und den Übergang zur Bronzezeit zu stellen war.
Die Chronologie der Schnurkeramik wird seit langem heftig diskutiert, sowohl für das schnurkeramische Phänomen als Ganzes als auch und besonders für die verschiedenen Regionalgruppen. Ausgehend vom mitteldeutschen Material hat beispielsweise Manfred Hein eine dreistufige Chronologie entwickelt (Schnurkeramik Ia und Ib, Schnurkeramik II und III).

## Verbreitung
Das Verbreitungsgebiet der Schnurkeramik erstreckte sich zeitweilig von der Schweiz und Mitteleuropa über Südskandinavien bis nach Zentralrussland. Die skandinavische Gruppe, die axtförmige Artefakte von unbekanntem Verwendungszweck hinterließ, wird Bootaxtkultur genannt. Ein Ausläufer zwischen dem Baltikum und der oberen Wolga ist die Fatjanowokultur. In Dänemark weist die Ausbreitung des ältesten Typs der Streitaxt auf eine Konzentration in Mitteljütland, von wo aus später die dänischen Inseln erreicht wurden.

## Bestattungen

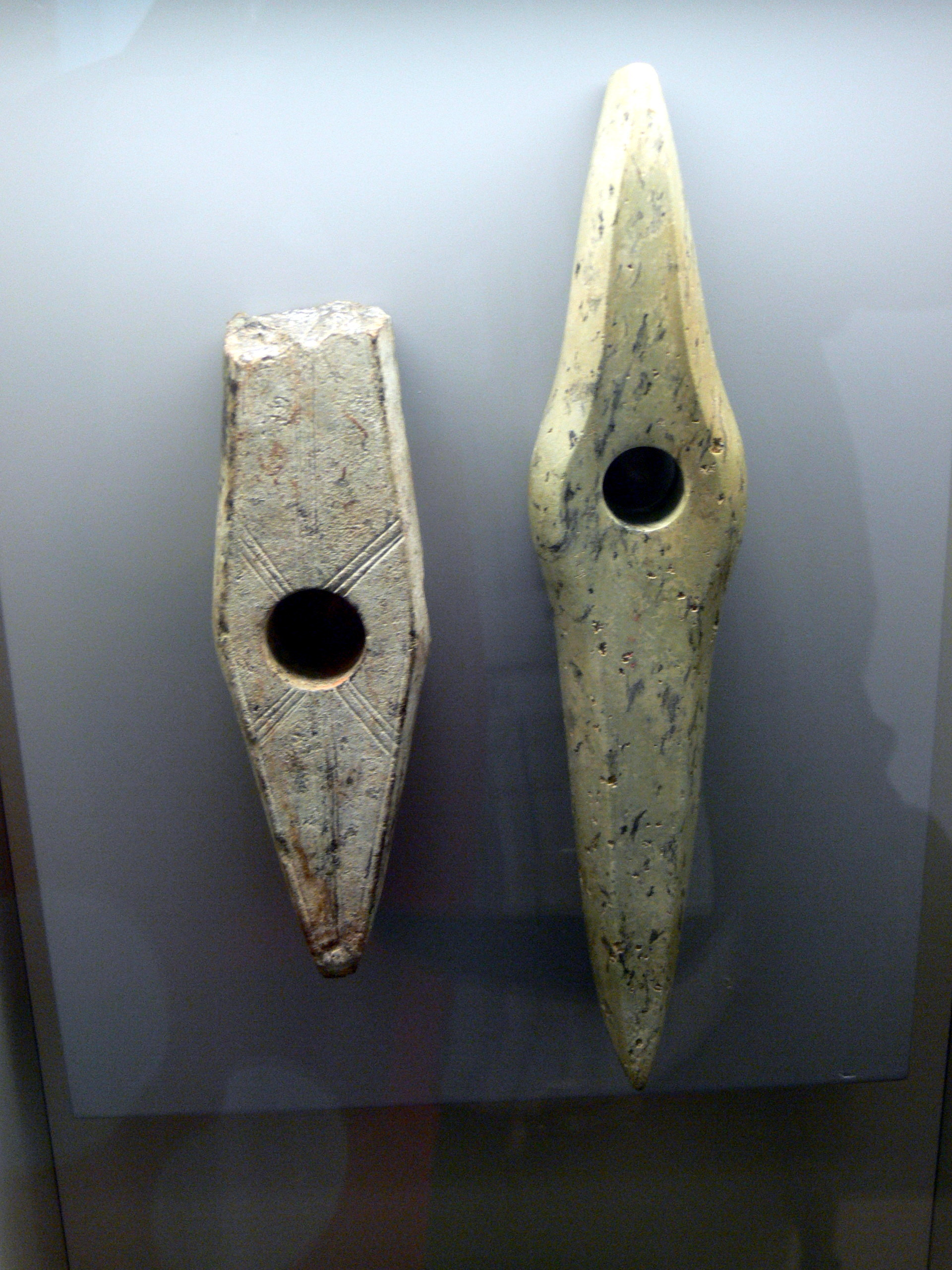
Schnurkeramische Streitäxte, Schlossmuseum Linz

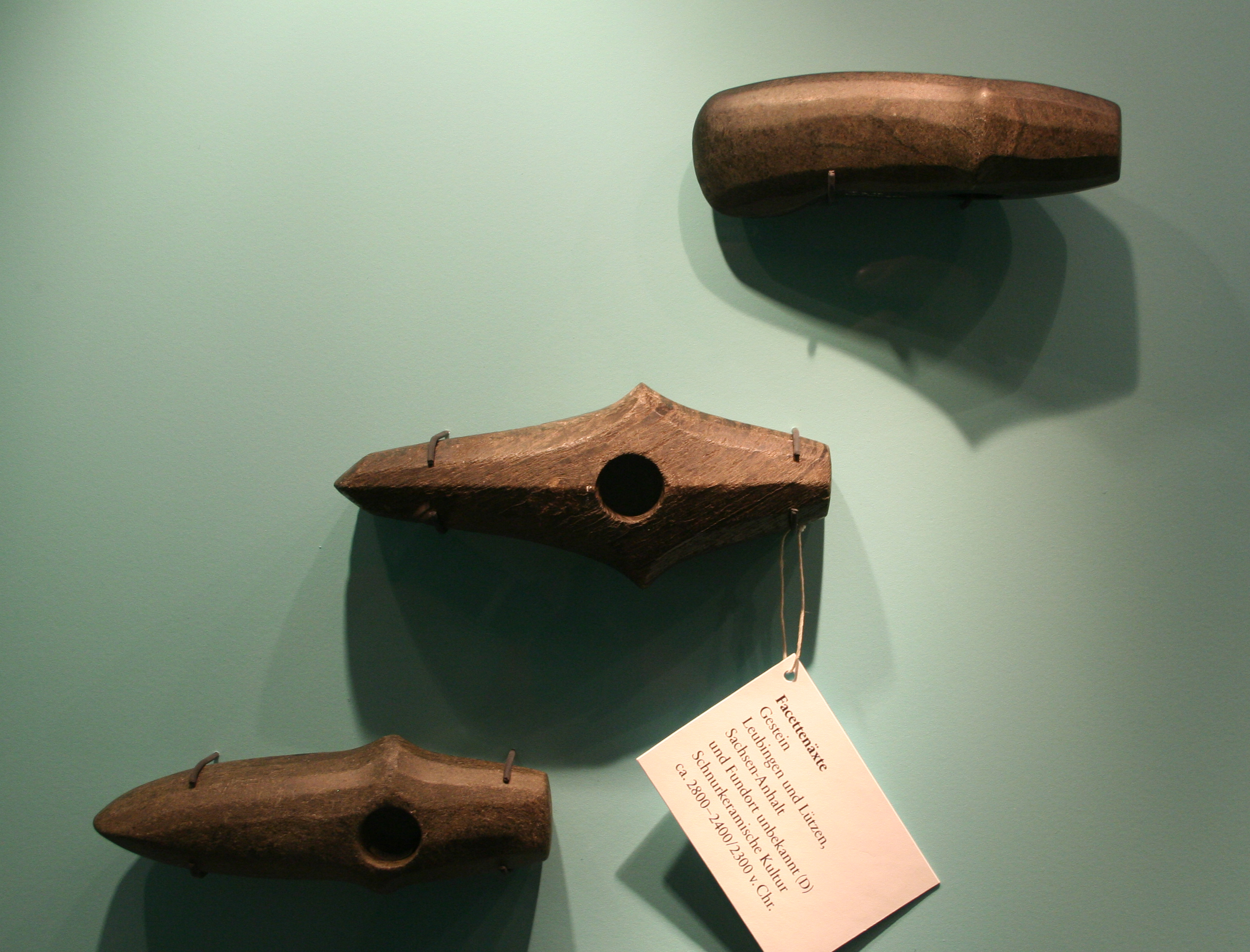
Schnurkeramische Streitäxte im Museum für Vor- und Frühgeschichte (Berlin) etwa 2800–2400 v. Chr.

### Grablegung
Typisch sind Einzelbestattungen in Hocklage unter Grabhügeln; d. h. die Toten wurden mit angezogenen Beinen auf der Seite liegend bestattet. Kennzeichnend für die Schnurkeramik ist eine konsequent „bipolare Bestattungsweise“. Das bedeutet, dass für Männer und Frauen entgegengesetzte Grablegungen üblich waren. Die Toten der mitteleuropäischen Schnurkeramik liegen meist in der Ost-West-Achse, dabei die Frauen linksseitig mit dem Kopf nach Osten, die Männer rechtsseitig mit dem Kopf nach Westen. Die sogenannte „Blickrichtung“ ist dabei Süden. Im östlichen Mitteleuropa (Kleinpolen) und Osteuropa (Ukraine) ist die dominierende Totenlage dagegen die Nord-Süd-Achse, die „Blickrichtung“ ist Osten. Auch hier gilt jedoch das Prinzip, dass Frauen stets linksseitig und Männer rechtsseitig in Hocklage bestattet wurden.
Abweichungen der geschlechtsdifferenzierten Grabsitte wurden selten beschrieben und können auf fehlerhafter Geschlechtsbestimmung beruhen. Die traditionelle Bestimmung anhand anatomischer Merkmale an Schädel und Skelett ist wegen der Überlappung geschlechtsspezifischer Merkmale relativ unzuverlässig, wenngleich bis heute Standard in der Archäologie. Im Jahre 2011 lag diese einem medienwirksam interpretierten Grab der SK aus Prag zugrunde, wo der Leichnam bei vermeintlich männlichem Geschlecht mit dem Kopf im Osten bestattet war. Sofern noch genügend aDNA erhalten ist, bietet nur die Geschlechtsdiagnostik der DNA ein zuverlässiges Instrument der Bestimmung.

### Grabbeigaben
Die unterschiedlich aufwendige Ausstattung der Grabbeigaben deutet auf eine soziale Differenzierung hin, die bereits im Jungneolithikum begonnen hat. Typisch für Männergräber ist die Beigabe der Streitaxt, eines Bechers und/oder einer Amphore. Die Kanonisierung der Grabbeigaben ist in der frühen Phase der Schnurkeramik am größten, weshalb diese früher als „Einheitshorizont“ oder „A-Horizont“ bezeichnet wurde. Frauengräber enthalten statt der Streitaxt meist Schmuckgegenstände. Hier kommen als Gefäßformen neben Becher und Amphore auch Tassen oder Schüsseln vor. Insbesondere in Gräbern der späteren Schnurkeramiker werden auch Schmuckstücke oder Dolche aus Kupfer gefunden.

### Nachbestattungen

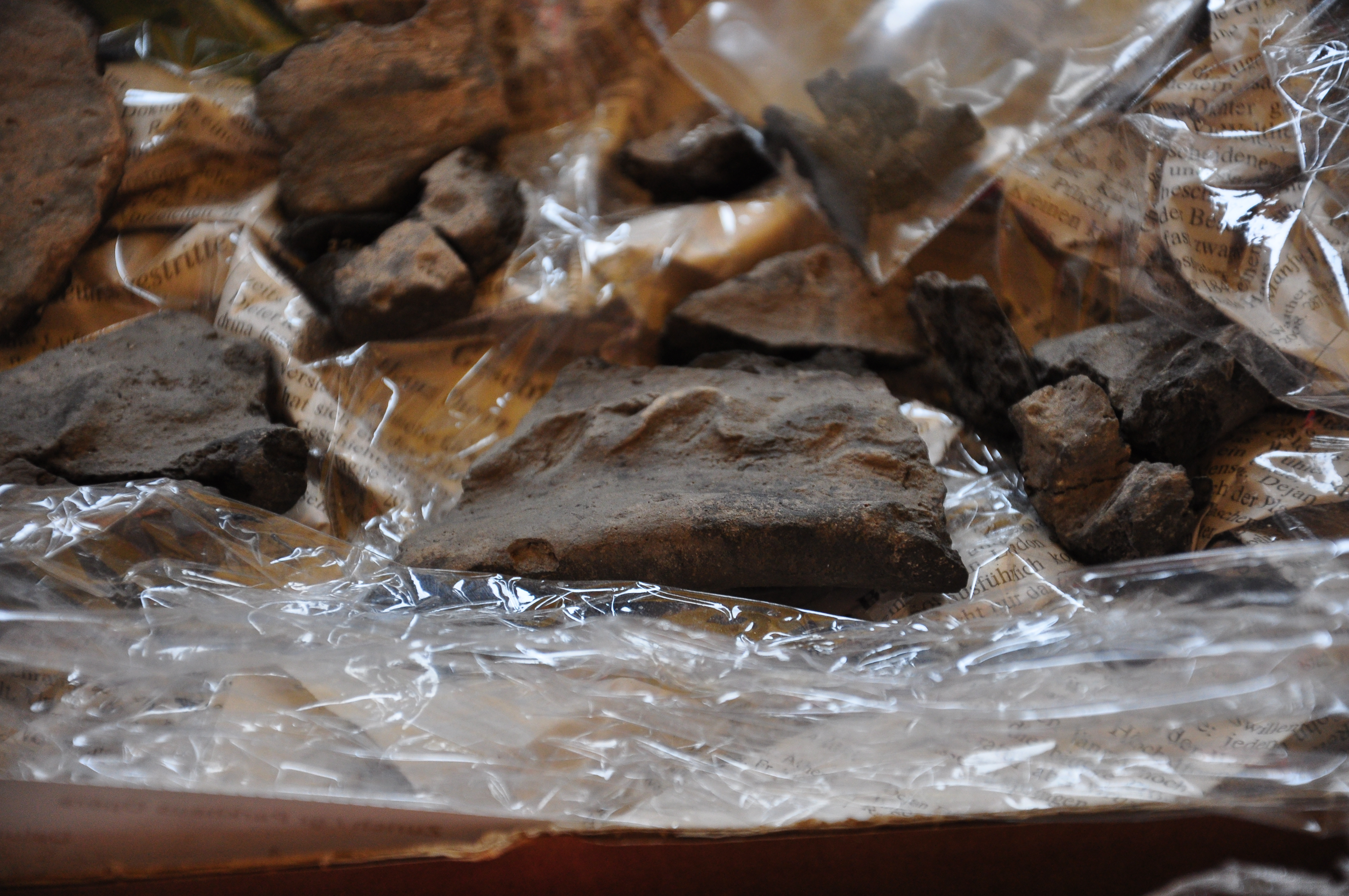
Keramikreste aus der Feuchtbodensiedlung im Umfeld des Kleinen Hafners auf der Baustelle Parkhaus Opéra in Zürich

Neben den eigens aufgeschütteten Grabhügeln gibt es auch Nachbestattungen in Megalithanlagen. In Mitteldeutschland ist die Nachbestattung in Großsteingräbern der Walternienburg-Bernburger Kultur (z. B. Schneiderberg bei Baalberge) und in Grabanlagen der Kugelamphorenkultur (z. B. Pohlsberg bei Latdorf) nachgewiesen. Außerdem wurden Teile älterer Grabanlagen sekundär verbaut, wie zum Beispiel der Menhir von Schafstädt in einer schnurkeramischen Steinkiste.

## Siedlungen und Sachkultur
Das anfängliche Fehlen an Siedlungsfunden ließ die Forschung zunächst auf eine nomadische Lebens- und Wirtschaftsweise der Träger der Schnurkeramischen Kultur schließen. Bis heute sind Siedlungen gegenüber Gräberfeldern unterrepräsentiert, obwohl inzwischen klar ist, dass sich die Wirtschaftsweise der Schnurkeramiker nicht von anderen spät- und endneolithischen Kulturen unterscheidet. Seit einigen Jahren belegen vermehrte Siedlungsfunde (u. a. Hausgrundrisse, Brunnenfunde) und Hinweise auf die Wirtschaftsweise (Getreidekörner, Abdrücke von Nutzpflanzen in Keramikgefäßen, Knochenfunde, Pflüge, Rindergespanne, Scheibenräder etc.), dass die Träger der Schnurkeramik sesshaft waren und Ackerbau und Viehzucht betrieben.

## Diskussion um den Ursprung der „Schnurkeramiker“
Bereits im 20. Jahrhundert gelangte Marija Gimbutas aufgrund von archäologischen Befunden zu der Überzeugung, dass die Schnurkeramiker zu den frühesten Vertretern der Indogermanen in Mitteleuropa gehörten und dass deren Urheimat im nördlichen Schwarzmeerraum im Bereich der Kurgankultur liegen müsse.
Angetrieben durch Fortschritte in biochemischen Verfahren (v. a. Strontiumisotopenanalysen) und der Analyse alter DNA (aDNA) sind diese alten Erklärungsmuster in den Diskurs gelangt. Mit der sogenannten Jamnaja-Kultur war ein guter Kandidat für den Ursprung der Schnurkeramik gefunden. In Kontexten der Jamnaja-Kultur findet sich ebenfalls ein geschlechtsspezifisches Bestattungsritual und männliche Individuen wurden gelegentlich mit kriegerischen Attributen ausgestattet. Streitaxt und schnurverzierter Becher sind hier ebenfalls belegt. Tatsächlich belegen neuere aDNA-Studien, dass neue genoide Haplotypen im dritten Jahrtausend v. Chr. in Mitteleuropa anzutreffen sind, die aus früheren Kontexten Mitteleuropas bisher unbekannt waren, hingegen für Osteuropa nachgewiesen sind. Die frühere These, die Schnurkeramik aus der Jamnaja-Kultur herzuleiten, wurde in der aktuellen Forschung wieder verstärkt aufgegriffen und archäologische Befunde damit in Verbindung gebracht.
Allerdings bleiben Zweifel an einer zu vereinfachten Darstellungsweise. So ist der spätneolithische Bestattungsbefund lückenhaft. In den Kollektivgräbern des nördlichen Mitteleuropa sind nur sehr wenige Knochen erhalten. Im südlichen Mitteleuropa, beispielsweise in Kontexten der Chamer Kultur, sind so gut wie keine Bestattungen bekannt. Somit ist nicht gänzlich geklärt, ob die neuen Genvarianten nicht bereits vorher eindrangen (wobei anzumerken ist, dass die aktuelle Quellenlage eine Absenz impliziert).
Wichtig ist die Beobachtung, dass die spezifischen Genotypen in Bestattungen, die mit der materiellen Kultur Schnurkeramik assoziiert (R1a-Variante der Y-Chromosomen) werden, nicht den Genotypen entsprechen, die in Gräbern der Jamnaja-Kultur zu finden sind (R1b-Variante der Y-Chromosomen). Weiterhin ist anzumerken, dass in Bestattungen der frühen Schnurkeramik sowohl in Polen (Złota-Gruppe) als auch in Böhmen die schnurkeramische Bestattungspraktik nicht mit den spezifischen Genotypen korreliert. Das zeigt, dass der Prozess des Eindringens neuer Gensignale und der Adaption der neuen Bestattungsweise und materiellen Kultur womöglich zwei getrennte Prozesse darstellen. Diese stehen mit Sicherheit in Verbindung, doch sind sie nicht so fest verschmolzen, wie die unkritischen Studien suggerieren. Die Variante R1a ist aus Fundkontexten der Narva-Kultur im Ostbaltikum belegt sowie aus mesolithischen Kontexten im Eisernen Tor.
Es wurden verschiedene Szenarien vorgeschlagen, wie ein migrierendes Volk in so kurzer Zeit zum dominanten Volk werden konnte. Eine Idee war, dass aus dem Osten Krankheiten eingeschleppt wurden, gegen welche die einheimische Bevölkerung keine Resistenzen aufwies – ähnlich wie es für die Ankunft der Europäer auf dem amerikanischen Kontinent angenommen wird. Vor allem der Pesterreger (Yersinia pestis) der auch die mittelalterliche Katastrophe bedingte, wurde in Teilen Osteuropas, aber auch Südskandinaviens für das ausgehende vierte Jahrtausend nachgewiesen. Diese Annahme muss jedoch wegen neuen Forschungsergebnissen hinterfragt werden. So waren die frühen Pestausbrüche nicht epi- oder gar pandemisch und sie gingen nicht mit einer extremen Mortalität einher.
Der aktuelle Konsens ist, dass Migrationen durchaus einen wichtigen Faktor für urgeschichtliche Prozesse darstellten. Jedoch mehren sich die Anzeichen einer hohen Mobilität im 4. und 3. Jahrtausend, angetrieben durch ein stark aufgelockertes Siedlungs- und Wirtschaftssystem (Wanderweidewirtschaft). In diesem System haben sich sowohl neue Ideen (hiervon zeugen z. B. die schnelle Verbreitung von Rad und Wagen) als auch genetische Merkmale schnell verbreiten können.

### Archäologie
- David W. Anthony: Persistent identity and Indo-European archaeology in the western steppes. In Early contacts between Uralic and Indo-European: Linguistic and archaeological considerations. Helsinki 2001.
- Jan K. Bertram: Schnurkeramik. In: H.-J. Beier; R. Einicke (Hrsg.): Das Neolithikum im Mittelelbe-Saale-Gebiet und in der Altmark. Eine Übersicht und ein Abriß zum Stand der Forschung. Beiträge zur Ur- und Frühgeschichte Mitteleuropas, Band 4.,  Beier & Beran, Langenweißbach 1994, ISBN 3-930036-05-3, S. 229–242.
- Friedhelm Buchenhorst: Das Siedlungswesen der schnurkeramischen Kultur im nördlichen Mitteleuropa (= Universitätsforschungen zur prähistorischen Archäologie. Band 249). Habelt, Bonn 2014, ISBN 978-3-7749-3878-6.
- John Elof Forssander: Die schwedische Bootaxtkultur und ihre kontinentaleuropäischen Voraussetzungen. Lund 1933.
- Martin Furholt: Die absolutchronologische Datierung der Schnurkeramik in Mitteleuropa und Südskandinavien. Universitätsforschungen zur prähistorischen Archäologie 101. Habelt, Bonn 2003, ISBN 3-7749-3206-9.
- Ralph Großmann: Das dialektische Verhältnis von Schnurkeramik und Glockenbecher zwischen Rhein und Saale (= Universitätsforschungen zur Prähistorischen Archäologie. Band 287 = Human Development in Landscapes. Band 8). Habelt, Bonn 2016, ISBN 978-3-7749-4035-2 (PDF; 21,8 MB).
- Alexander Häusler: Die östlichen Beziehungen der schnurkeramischen Becherkulturen. In: H. Behrens u. Friedrich Schlette (Hrsg.), Die neolithischen Becherkulturen im Gebiet der DDR und ihre europäischen Beziehungen. Veröff. Landesmuseum Halle 24. Dt. Verl. d. Wiss., Berlin 1969, 255–275. ISSN 0072-940X
- Dirk Hecht: Siedlungen der Schnurkeramik im südlichen Mitteleuropa. Siedlungsverteilung und Hausbau. In: W. Dörfler / J. Müller (Hrsg.): Umwelt – Wirtschaft – Siedlungen im dritten vorchristlichen Jahrtausend Mitteleuropas und Skandinaviens. Internationale Tagung Kiel 4.–6. November 2004. Offa-Bücher 84, Neumünster 2008, S. 253–263.
- Dirk Hecht: Das Siedlungswesen der Schnurkeramik im südlichen Mitteleuropa. Eine Studie zu einer vernachlässigten Fundgattung im Übergang vom Neolithikum zur Bronzezeit. Dissertation, Heidelberg 2007 (Online).
- Dirk Hecht: Die endneolithische Besiedlung des Atzelberges bei Ilvesheim (Rhein-Neckar-Kreis). Ein Beitrag zum endneolithischen Siedlungswesen am nördlichen Oberrhein. Heidelberg 2003, ISBN 3-8330-0778-8.
- Manfred Hein: Anmerkungen zur älteren Schnurkeramik. In: Jahresschrift für Mitteldeutsche Vorgeschichte 64, 1981, 51–56.
- Manfred Hein: Mitteldeutschland aus der Sicht der Niederrheinischen Becherkulturen. In: Archäologisches Korrespondenzblatt 15, 1985, Heft 3, 293–305.
- Manfred Hein: Untersuchungen zur Kultur der Schnurkeramik in Mitteldeutschland. Text (= Saarbrücker Beiträge zur Altertumskunde. Band 50). Habelt, Bonn 1987.
- Manfred Hein: Untersuchungen zur Kultur der Schnurkeramik in Mitteldeutschland. Katalog und Dokumentation (= Saarbrücker Beiträge zur Altertumskunde. Band 51). Habelt, Bonn 1990.
- Manfred Hein: Die relative Chronologie der Schnurkeramik in Mitteldeutschland. In: Die kontinentaleuropäischen Gruppen der Kultur mit Schnurkeramik, Internationales Symposion, Praha-Stirin, 1.–6.10.1990, hrsg. von Institut für Ur- und Frühgeschichte der Universität Freiburg i. Br., 1991, 29–38.
- Joachim Köninger, Helmut Schlichtherle: Zur Schnurkeramik und Frühbronzezeit am Bodensee. In: Fundberichte aus Baden-Württemberg. Theiss, Stuttgart 15, 1990, 149–173. ISSN 0071-9897
- Gudrun Loewe: Kataloge zur Mitteldeutschen Schnurkeramik. Band 1. Thüringen (= Veröffentlichungen des Landesmuseums für Vorgeschichte in Halle. Band 17). Niemeyer, Halle 1959.
- Hans Lucas, bearbeitet von Ulrich Fischer: Kataloge zur Mitteldeutschen Schnurkeramik. Band 2. Saalemündungsgebiet (= Veröffentlichungen des Landesmuseums für Vorgeschichte in Halle. Band 20). Deutscher Verlag der Wissenschaften, Berlin 1965.
- J.P. Mallory: In Search of the Indo-Europeans: Language, Archaeology and Myth. Thames & Hudson, London 1991 (Repr.),  ISBN 0-500-27616-1.
- Waldemar Matthias: Kataloge zur Mitteldeutschen Schnurkeramik. Band 3. Nordharzgebiet (= Veröffentlichungen des Landesmuseums für Vorgeschichte in Halle. Band 23). Deutscher Verlag der Wissenschaften, Berlin 1968.
- Waldemar Matthias: Kataloge zur Mitteldeutschen Schnurkeramik. Band 4. Südharz-Unstrut-Gebiet. Ulrich Fischer dem führenden Spezialisten auf dem Gebiete der Schnurkeramikforschung anläßlich seines 60. Geburtstages am 3. Juli 1975 in kollegialer Verbundenheit gewidmet (= Veröffentlichungen des Landesmuseums für Vorgeschichte in Halle. Band 28). Deutscher Verlag der Wissenschaften, Berlin 1974.
- Waldemar Matthias: Kataloge zur Mitteldeutschen Schnurkeramik. Band 5. Mittleres Saalegebiet (= Veröffentlichungen des Landesmuseums für Vorgeschichte in Halle. Band 35). Deutscher Verlag der Wissenschaften, Berlin 1982.
- Waldemar Matthias: Kataloge zur Mitteldeutschen Schnurkeramik. Band 6. Restgebiete und Nachträge (= Veröffentlichungen des Landesmuseums für Vorgeschichte in Halle. Band 40). Deutscher Verlag der Wissenschaften, Berlin 1987, ISBN 3-326-00233-5.
- Johannes Müller (Hrsg.): Vom Endneolithikum zur Frühbronzezeit: Muster sozialen Wandels? Universitätsforschungen zur prähistorischen Archäologie 90. Habelt, Bonn 2003, ISBN 3-7749-3138-0.
- Johannes Müller: Zeiten ändern sich. In: Archäologie in Deutschland (AiD). 1999,2. ISSN 0176-8522
- Johannes Müller, Timo Seregély (Hrsg.): Wattendorf-Motzenstein. Eine schnurkeramische Siedlung auf der Nördlichen Frankenalb. Naturwissenschaftliche Ergebnisse und Rekonstruktion des schnurkeramischen Siedlungswesens in Mitteleuropa. Endneolithische Siedlungsstrukturen in Oberfranken II. UPA 155, Bonn 2008, ISBN 978-3-7749-3553-2.
- Hannes Rathmann, Joachim Wahl: Strikte Regel oder strittige Richtlinie? Eine kritische Betrachtung der geschlechtsdifferenzierten Seitenlage der Schnurkeramiker. In: Christian Meyer et al. (Hrsg.): Der Zahn der Zeit – Mensch und Kultur im Spiegel interdisziplinärer Forschung. Festschrift für Kurt W. Alt (= Veröffentlichungen des Landesamtes für Denkmalpflege und Archäologie Sachsen Anhalt. Band 77). Landesamt für Denkmalpflege und Archäologie Sachsen-Anhalt, Halle (Saale) 2020, ISBN 9783944507811.
- Ulrich Ruoff: Die schnurkeramischen Räder von Zürich. In: Archäologisches Korrespondenzblatt. 8, Mainz 1978, ISSN 0342-734X, S. 275–283.
- Sebastian Schultrich: Das Jungneolithikum in Schleswig-Holstein. Scales of Transformations 1. Sidestone Press, Leiden 2018. ISBN 9789088907425 . (link)
- Sebastian Schultrich: Streitäxte, Silexdolche und geradwandige Becher: Lokale und überregionale Zeichenträger zu Beginn des neolithisch–bronzezeitlichen Transformationsprozesses (2500–2250 v. Chr.). Offa 79, 2023, 53–92. DOI:10.26016/offa.2022.A3
- Timo Seregély: Wattendorf-Motzenstein: Eine schnurkeramische Siedlung auf der Nördlichen Frankenalb. Studien zum dritten vorchristlichen Jahrtausend in Nordostbayern. Endneolithische Siedlungsstrukturen in Oberfranken I. UPA 154, Bonn 2008, ISBN 978-3-7749-3552-5.
- Michael Stock: Die Schnurkeramik in Sachsen-Anhalt und Thüringen auf Grund der Grabgefäße (= Alteuropäische Forschungen. Arbeiten aus dem Institut für Prähistorische Archäologie der Martin-Luther-Universität Halle-Wittenberg. N. F. Band 2). Beier & Beran, Langenweissbach 1997, ISBN 3-930036-33-9.
- Andrew Sherratt: Cups that cheer. In: Economy and society in prehistoric Europe: changing perspectives. Princeton University Press, Princeton 1997.
- Christian Strahm: Die Dynamik der schnurkeramischen Entwicklung in der Schweiz und in Südwestdeutschland. In: Die kontinentaleuropäischen Gruppen der Kultur mit Schnurkeramik. Schnurkeramik-Symposium Praha-Stirin 1990. Praehistorica 19. Univerzita Karlova, Prag 1992, ISBN 80-7066-527-0, S. 163–177.
- Roland R. Wiermann: Die Becherkulturen in Hessen. Glockenbecher – Schnurkeramik – Riesenbecher. Leidorf, Rahden 2004, ISBN 3-89646-792-1.

### Linguistik
- Robert S.P. Beekes: Comparative Indo-European Linguistics. An Introduction. Benjamins, Amsterdam 1995, ISBN 1-55619-505-2.
- James Patrick Mallory, Douglas Q. Adams (Hrsg.): Encyclopedia of Indo-European Culture. Fitzroy Dearborn, London 1997, ISBN 1-884964-98-2.